# Streblosoma polybranchia
Streblosoma polybranchia är en ringmaskart som först beskrevs av Addison Emery Verrill 1900.  Streblosoma polybranchia ingår i släktet Streblosoma och familjen Terebellidae. Inga underarter finns listade i Catalogue of Life.